# Michilla
Michilla är en flygplats i Chile.   Den ligger i provinsen Provincia de Antofagasta och regionen Región de Antofagasta, i den norra delen av landet, 1 200 km norr om huvudstaden Santiago de Chile. Michilla ligger 817 meter över havet.
Terrängen runt Michilla är huvudsakligen kuperad, men den allra närmaste omgivningen är platt. Michilla ligger nere i en dal. Runt Michilla är det mycket glesbefolkat, med 2 invånare per kvadratkilometer.. Det finns inga samhällen i närheten.
Trakten runt Michilla är ofruktbar med lite eller ingen växtlighet.